# Harry Franzén
Nils Harry Franzén, född den 24 december 1935 i Flen, Södermanlands län, är en svensk företagare i Röstånga i Skåne och lokal politiker. Från 1966 till 2006 satt Franzén i Svalövs kommunfullmäktige för olika partier: 1966–1976 representerade han Socialdemokraterna, från 1976 gick han över till det lokala partiet Kommunens väl som senare bytte namn till Centrumdemokraterna - Kommunens Väl, som han senare blev ledare för. De senare stod politiskt nära Skånepartiet, och liksom de har Franzén ofta lyft fram frågor om försäljning av alkohol och invandring, gärna genom dramatiska utspel. 1998–2002 satt han i Regionfullmäktige i Skåne. I valen 2010 och 2014 stod Franzén på valsedlarna för Skånepartiet i regionfullmäktigevalet, med titel "vininsurgent".

## Franzénmålet
Harry Franzén blev känd även utanför Skåne när han nyårsdagen 1995, omedelbart efter Sverige gått med i EU, sålde vin i sin livsmedelsaffär. Franzén menade att det svenska alkoholmonopolet, och därmed Systembolagets ensamrätt på detaljhandel med alkoholdrycker, stred mot EU-rätten. De tidigare svenska monopolen på import, export, framställning och partihandel med alkoholdrycker hade avvecklats i samband med EU-inträdet. Detaljhandelsmonopolet fanns fortsatt kvar, men hade fått anpassats för att inte missgynna producenter i andra EU-länder.
Samma dag som försäljningen skedde beslagtog polis det vin som fanns i Franzéns butik och han blev åtalad för olovlig försäljning av alkohol och olovligt innehav av alkohol, i enlighet med bestämmelserna i Alkohollagen. Franzén hade även sålt vin 7 april 1994 efter att ha fått klart för sig att Sverige inte krävt någon undantag gällande vin och sprit i EES-avtalet. Åtalet omfattade sammanlagt försäljning av 46 liter vin och innehav av 13 liter vin i försäljningssyfte vid de två tillfällena. Vinerna hade Franzén köpt på Systembolaget respektive i Danmark.
Enligt Franzén hade några andra Ica-handlare också tänkt göra som han gjorde 1994, och börja sälja vin, men hade hoppat av planerna efter att socialminister Bengt Westerberg hade hotat med att de då skulle bli av med sitt tillstånd att sälja folköl.
Landskrona tingsrätt begärde därefter förhandsavgörande från EG-domstolen för att få klarhet i om bestämmelserna i Alkohollagen var förenliga med EU-rätten. Franzéns advokater hade hävdat att dessa bestämmelser stred mot artiklarna 30 och 37 i EG-fördraget. En muntlig förhandling i domstolen hölls 19 november 1996. I sin dom 27 oktober 1997 kom domstolen fram till att Systembolagets monopol inte stred mot EG-fördraget. Domstolen granskade bland annat om Systembolagets metoder för att välja ut produkter till sitt sortiment missgynnade importerade produkter och kom fram till att så inte var fallet.
Det var långt från säkert att domen skulle falla på detta sätt eftersom generaladvokaten, dansken Michael B. Elmer, i mars 1997 hade föreslagit att EG-domstolen skulle förbjuda Systembolagets detaljhandelsmonopol med hänvisning till artiklarna 30 och 37 i EG-fördraget. Domstolen gick alltså inte på generaladvokatens linje.
Däremot kom EG-domstolen fram till att det dåvarande svenska systemet för att dela ut tillverknings- och partihandelstillstånd för alkoholdrycker stred mot artiklarna 30 och 36 i EG-fördraget. De höga avgifter som togs ut, och kravet på lagringsutrymmen i Sverige, ansågs fördyra importen från övriga medlemsstater. Bland annat togs en avgift om 25 000 kronor ut vid ansökan, oavsett om den beviljades eller inte, och mellan 10 000 och 323 750 kronor i årlig tillsynsavgift, som betalades till Alkoholinspektionen. Den svenska regeringen hävdade att reglerna enbart var till för att skydda folkhälsan, och därför tillåtna, men domstolen kom fram till att tillståndssystemet var utformat på ett sätt som inte var proportionerligt för detta ändamål.
Tingsrätten dom mot Franzén föll därefter i september 1998, och han dömdes till 60 dagsböter på totalt 1 800 kronor. Franzéns kommentar till domen var "Det gör egentligen ingenting. Jag får väl rama in böterna."
Franzénmålet var det första rättsfall som prövade det svenska alkoholmonopolet och Systembolagets roll ur ett EU-rättsligt perspektiv, och har därför fått en stor betydelse för hur den svenska alkoholpolitiken fortsatt kunde bedrivas. Domen innebar att Systembolaget kunde drivas vidare som tidigare, men däremot blev svenska staten tvungen att införa förenklade regler för import och partihandel, och sänka avgifterna för sådan verksamhet. De importörer som under 1995–1997 betalat för höga avgifter krävde därefter tillbaka sina pengar, men staten vägrade. Kraven blev därför föremål för domstolsprövning i allmän förvaltningsdomstol, och pilotfallet Axfood Private Label AB (tidigare Dagab Unil AB) gick hela vägen upp till Regeringsrätten, som i december 2002 dömde staten att betala tillbaka de felaktiga avgifterna i sin helhet. Totalt fick staten betala tillbaka ungefär 100 miljoner till 300 vinimportörer.